# Storia dell'Eritrea
Il nome Eritrea risale dal latino Erythræa che a sua volta deriva dal termine greco Erythraía (Ερυθραία).
L'Eritrea ha dato per lungo tempo il suo nome anche al Mar Rosso noto nell'antichità come Mare Erythræo.

## Preistoria
Nel 1995 un gruppo di scienziati trovò presso Buya, nella porzione settentrionale della Dancalia Eritrea, il cranio e alcuni frammenti del postcranio di un ominide con caratteristiche tipiche di Homo erectus/Homo ergaster ma che presenta alcuni tratti "progressivi" che lo collegano a Homo sapiens. I reperti sono stati datati a circa un milione di anni fa. È probabile che l'Eritrea fosse una delle rotte utilizzate agli albori della storia dalle popolazioni che abbandonarono l'Africa per colonizzare l'Europa.
L'Eritrean Research Project Team, composto da studiosi eritrei, canadesi, americani, tedeschi e francesi, ha scoperto nel 1996 alcuni reperti preistorici risalenti a oltre 125.000 anni fa (appartenenti quindi all'era paleolitica nei pressi della baia di Zula a sud di Massaua lungo le coste del Mar Rosso. Gli studiosi suppongono che gli utensili di ossidiana ritrovati nel sito venissero utilizzati dai primi umani per la raccolta di molluschi ed ostriche.
Alcune pitture rupestri, trovate dai colonizzatori italiani nell'Eritrea centrale e nord-occidentale, indicano la presenza di una civiltà di cacciatori e raccoglitori di bacche risalente all'era mesolitica.

## Storia antica
L'Eritrea è una delle regioni della zona sub-Sahariana con la storia più antica.
Le prime testimonianze di insediamenti urbani e di coltivazioni agricole risalgono al periodo 3.500 a.C.- 2.500 a.C. e sono localizzati nel gruppo di siti e scavi archeologici noti come gruppo Gash.
Esistono prove archeologiche che testimoniano la connessione della civiltà del gruppo Gash con le civiltà della valle del Nilo, ovvero gli antichi Egizi e la Nubia.
Fonti egizie, d'altronde, ci hanno lasciato la testimonianza della presenza di città e di stazioni commerciali lungo la costa sud-occidentale del Mar Rosso, zona che coincide vagamente con l'attuale Eritrea. Insieme all'Etiopia e alla costa occidentale del Sudan che si affaccia sul Mar Rosso, essa è considerata la culla della terra nota agli antichi Egizi con il nome di Punt o Ta Netjeru ovvero terra degli Dèi, nota per il suo incenso, e di cui abbiamo la prima testimonianza nel XXV secolo a.C. Esiste un dettagliato resoconto della spedizione in questa terra voluta dal faraone donna Hatshepsut nel XV secolo a.C.

Il primo riferimento al Mare Erythreum (il Mar Rosso), da cui poi è stato preso il nome attuale della regione, si trova in Eschilo (frammento 67) il quale si riferisce ad esso come «quel lago che è il gioiello dell'Etiopia», anche se in questo caso con il termine Etiopia, Eschilo probabilmente intendeva indicare la Nubia o comunque le regioni africane a sud dell'Egitto.
Sugli altopiani, in una delle suburbie della capitale Asmara, Sembel, alla foce del fiume Anseba, è stato trovato un altro importante sito archeologico risalente al IX secolo a.C., il quale testimonia la presenza di un altro insediamento agricolo ed urbano che aveva relazioni commerciali sia con i Sabei al di là del Mar Rosso, sia con le civiltà della Valle del Nilo, seguendo le piste carovaniere lungo il corso dell'Anseba.
Intorno a questo periodo diverse città di chiara provenienza sabea vennero edificate lungo la costa centrale, una delle quali aveva nome Saba, e molte di esse vennero sicuramente costruite su insediamenti preesistenti.
Intorno all'VIII secolo a.C. venne fondato nell'Etiopia settentrionale e in Eritrea un regno noto come D'mt (pronuncia Damat) con capitale a Yeha nell'Etiopia settentrionale. Questo regno ebbe relazioni commerciali con i Sabei che popolavano la zona dell'attuale Yemen al di là del Mar Rosso.
Dopo il declino del regno D'mt nel V secolo a.C., sorse nella pianura settentrionale dell'Abissinia la civiltà detta regno Axumita o di Aksum.
Esso continuò a crescere dal IV secolo a.C. fino al I secolo della nostra era, coniando una propria moneta sin dal III secolo e convertendosi al Cristianesimo durante il IV secolo.

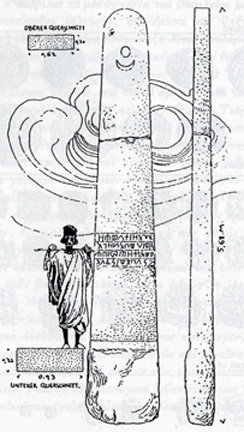
Schizzo della stele di Matara, trovata da una spedizione archeologica tedesca nel 1913 e risalente probabilmente alla civiltà axumita

Nel VII secolo, l'avvento dell'Islam in Arabia causò l'inizio della decadenza sia dell'attività commerciale che dell'influenza della civiltà di Aksum sul Mar Rosso, con il conseguente spostamento del suo epicentro verso l'interno, in territorio etiope, dove subì la conquista sia da parte degli Arabi che delle popolazioni locali intorno all'850 o al 950.

## Medioevo
Durante il periodo medioevale, la regione che chiamiamo attualmente Eritrea fu sede di diversi regni minori e di clan tribali. Tra l'VIII e il XIII secolo l'Eritrea settentrionale e occidentale finirono sotto il controllo del popolo Beja, una etnia kushita di religione islamica proveniente dal Sudan. I Beja costituirono cinque regni indipendenti: Naqis, Baqlin, Bazin, Jarin e Qata. L'influsso dei Beja sull'Eritrea si concretizzò anche nella loro ampia diffusione della religione islamica nella regione, che venne così posta sotto l'influenza del califfato degli Omayyadi prima, degli Abbasidi poi, e infine dell'Impero ottomano.

Prima della diffusione dell'Islam in territorio eritreo, gli Omayyadi avevano già il controllo diretto di piccole strisce costiere e delle isole Dahlak sin dall'VIII secolo.

Nonostante i Beja si imponessero come popolo dominante, essi non riuscirono ad imporre la loro cultura ed il loro linguaggio alle popolazioni eritree, anzi dovettero adottare il linguaggio autoctono Ge'ez, che si evolse nel tempo nella lingua tigrina che è ancora oggi la lingua franca delle popolazioni musulmane e di quelle residenti lungo le coste settentrionali dell'Eritrea.

Durante il XV ed il XVI secolo l'Eritrea settentrionale e la zona costiera finirono sotto il totale controllo ottomano, che governò la regione per oltre 300 anni dalla sua sede nel porto di Massaua.

### Il regno cristiano di Midre Bahr
Nello stesso periodo l'altopiano centrale e la linea adiacente di costa divennero al sede di un regno cristiano chiamato Midre Bahri o Midre Bahr che significa terra marina in linguaggio tigrino. Questo regno cristiano era governato dal Bahr negus (che significa re del mare) e venne in seguito assimilato ai regni abissini del sud. L'estensione del suo territorio era limitata all'area settentrionale del fiume Mareb che ancora oggi è considerato un confine naturale tra Etiopia ed Eritrea. Per questo motivo i regni meridionali abissini si riferivano ad esso con il nome di Mareb Mellash ovvero al di là del Mareb, in lingua amarica.
Il potere del sovrano Bahr negus andò affievolendosi con il tempo fino ad essere soppiantato da un regime repubblicano noto con il nome di Amasien, basato sul governo dei proprietari terrieri delle alture centrali che amministravano la regione tramite dei consigli di anziani o shimaghile, mentre tutti gli uomini abili alle armi prestavano servizio in un esercito militare permanente.
Le coste meridionali eritree erano invece popolate dalle etnie islamiche degli Afar e dei Saho, inizialmente organizzati in clan tribali ma che successivamente si unificarono a formare nel XVI secolo il sultanato di Adal, che comprendeva i territori dell'attuale Etiopia orientale, il Gibuti e la Somalia settentrionale).

### La conquista Ottomana del regno
Nel 1577 un esercito d'invasione guidato da Solimano il Magnifico conquistò Massaua e, dopo essersi insediato nella città, iniziò la costruzione della cosiddetta città vecchia di Massaua sull'isola di Batsi. L'esercito di Solimano conquistò anche le città di Archicò e Debaroa, sede dell'allora bahr negus Isacco.
L'esercito invasore si spinse fino nel sud e nel sud-est prima di essere ricacciato da Isacco, che riuscì a riconquistare tutto il territorio perso grazie all'aiuto degli etiopi d'Abissinia. Dopo la riconquista lo stesso sovrano tentò per due volte di sobillare delle rivolte contro l'imperatore abissino, aiutato dai vecchi avversari ottomani, nel tentativo di impossessarsi del trono d'Abissinia. Nel 1578 entrambi i tentativi erano ormai falliti e come conseguenza gli ottomani ottennero il controllo dei porti di Massaua e Hergigo e dei territori circostanti. Il dominio ottomano sulle regioni costiere dell'Eritrea durò per trecento anni e venne ereditato dagli Egiziani che lo perdettero a loro volta in favore dei colonizzatori italiani nel 1885.

## Epoca coloniale
Il sacerdote cattolico italiano Giuseppe Sapeto acquistò nel 1869 la Baia di Assab dal sultanato di Afar per conto della compagnia di navigazione dell'armatore genovese Raffaele Rubattino.
Con l'apertura del Canale di Suez, anche l'Italia, come tutte le potenze coloniali dell'epoca, cominciò a pianificare la conquista di una regione costiera dall'alto valore strategico, che sarebbe diventata a breve la rotta commerciale navale più utilizzata al mondo. Con l'approvazione del parlamento italiano e del re Umberto I, l'Italia espanse i suoi possedimenti a settentrione lungo le coste del Mar Rosso e oltre il porto di Massaua, assimilando i possedimenti degli Anglo-Egiziani, che dopo accordo si ritirarono. Salvo lo scontro di Dogali contro Ras Alula Engida, l'esercito italiano inoltratosi sino all'altopiano non incontrò nessuna resistenza né da parte delle poche tribù indigene né da parte delle armate dell'imperatore abissino Yohannes IV, impegnato in guerre sia contro altri re etiopici contro le soverchianti forze dei "Dervisci" islamici che premevano sul Gojiam, nella battaglia di Mettewma (1889) contro i dervisci Yohannes IV perse la vita. Le bande di dervisci che avevano sino allora devastato impunemente il territorio (che prese poi il nome di Eritrea nel 1890) e depredato le popolazioni indigene costringendole in schiavitù, venivano battute e definitivamente annientate dall'esercito italiano.
L'Eritrea italiana fu quindi la prima colonia italiana in Africa, dopo la sconfitta di Adua il governatore della colonia Ferdinando Martini dopo gli accordi con l'imperatore Menelik sui confini, promosse gli investimenti in colonia non solo da parte di sudditi italiani ma anche da parte di investitori di altre nazionalità (Greci, Ebrei, arabi ecc.), facilitò il rientro di numerosi profughi e dei loro discendenti dal Tigray, vittime delle razzie dei dervisci, aiutandoli a reintegrarsi con concessioni terriere ed aiuti economici, permise una sorta di limitata amministrazione indigena con consiglio degli anziani, liberò gli ultimi schiavi ancora in mano alle tribù dancale e agli Afar e Issa.
Il dominio coloniale italiano durò fino alla sconfitta italiana in Africa nel 1941 durante la Seconda Guerra Mondiale da parte dei Britannici. L'Eritrea divenne un protettorato britannico.
Alla fine del conflitto, le Nazioni Unite promossero una lunga indagine conoscitiva per capire quali fossero le aspettative del popolo eritreo, per fare ciò si servì anche di un referendum al quale però poterono partecipare solo gli anziani di sesso maschile (shimagile).

Sia coloro che volevano l'unificazione con l'Etiopia, sia coloro che desideravano la totale indipendenza dell'Eritrea, fecero enormi pressioni sulle grandi potenze mondiali e sulle stesse Nazioni Unite.

Non ultimo lo stesso impero etiope cercò di guadagnare influenza sull'Eritrea liberata servendosi di un potente strumento: la Chiesa Ortodossa Etiope.

Tutti i credenti ed i membri dell'entourage ecclesiastica che non aderirono al progetto di annessione dell'Eritrea vennero scomunicati.
Le stesse superpotenze vennero coinvolte nella questione eritrea. Il blocco comunista, così come gran parte dei paesi indipendenti non-allineati, auspicava una Eritrea indipendente, mentre le potenze occidentali, tra le quali gli Stati Uniti, la Francia, e il Regno Unito, auspicavano l'unione con l'Etiopia, poiché quest'ultima si era allineata da tempo con il blocco occidentale.

Alla fine venne raggiunto un compromesso grazie al quale l'originaria colonia italiana d'Eritrea veniva federata all'Etiopia.
All'interno della federazione l'Eritrea avrebbe posseduto un proprio parlamento e una amministrazione autonoma, ed avrebbe dovuto avere dei rappresentanti parlamentari nel nuovo parlamento federato.

Tuttavia l'Imperatore etiope eliminò ogni istituzione legata alla neonata federazione e sciogliendo il parlamento, e nel 1961 dichiarò l'Eritrea la XIV provincia dell'Etiopia.
Ciò portò come conseguenza un lungo trentennio di conflitti durante la lotta eritrea per l'indipendenza che ebbe termine solo nel 1991.

## La lotta per l'indipendenza
I movimenti indipendentisti eritrei diedero vita al Fronte di Liberazione Eritreo (ELF) guidando la ribellione contro l'Etiopia. Inizialmente l'ELF mantenne la leadership della rivolta indipendentista, ma venne poi contrastata da un nuovo movimento politico e armato, il Fronte di Liberazione del Popolo Eritreo, sorto nel 1970.
Il Fronte di Liberazione Eritreo aveva le sue basi nei contadini di religione musulmana e ricevette aiuti e appoggio politico dalle nazioni arabe, mentre il Fronte di Liberazione del Popolo Eritreo professava l'ideologia marxista e venne supportato dalla popolazione vittima della Diaspora eritrea.

Alla fine quest'ultimo prese il sopravvento sull'ELF causandone prima la decadenza e poi la definitiva scomparsa.
La lotta per l'indipendenza era vicina alla vittoria a metà degli anni '70, ma subì una battuta d'arresto quando salì al potere il Derg, una giunta militare marxista, assurta al potere grazie al sostegno militare dell'Unione Sovietica e del Blocco comunista. Nonostante ciò, la resistenza indipendentista eritrea continuò a combattere e le file del Fronte di Liberazione del Popolo Eritreo si ingrandirono ulteriormente con tutti coloro che si sentirono traditi dal regime militare del Derg e che ora combattevano per rovesciarlo.

## L'indipendenza
La lotta per l'indipendenza ebbe fine nel 1991, quando il Fronte di Liberazione del Popolo Eritreo scacciò l'esercito etiope fuori dei confini eritrei, e si unì agli altri movimenti etiopi di resistenza per rovesciare la dittatura del Derg che cadde nello stesso anno.

Due anni dopo venne indetto un referendum, con la supervisione della missione delle Nazioni Unite denominata UNOVER. Al suffragio universale parteciparono sia le popolazioni residenti in Eritrea che quelle rifugiate in altre nazioni africane dopo la diaspora, ed in esso si decise se l'Eritrea dovesse divenire un paese indipendente o se dovesse mantenere la federazione con l'Etiopia.

Oltre il 99% degli Eritrei votò per l'indipendenza che venne dichiarata ufficialmente il 24 maggio 1993.
Il leader dell'EPLF, Isaias Afewerki, divenne il primo Presidente provvisorio dell'Eritrea e il Fronte di Liberazione del Popolo Eritreo, ribattezzato Fronte Popolare per la Democrazia e la Giustizia (PFDJ) diede vita al primo governo.
Nel 1998 una guerra di confine con l'Etiopia per la città di Badme portò alla morte di circa 19.000 soldati eritrei, ad una pesante migrazione delle popolazioni eritree oltre che a un disastroso contraccolpo economico. Il conflitto Eritreo-Etiope ha avuto fine nel 2000 con un negoziato noto come Accordi di Algeri con il quale si è affidato ad una commissione indipendente delle Nazioni Unite il compito di definire i confini tra le due nazioni. L'EEBC (Eritrea-Ethiopia Boundary Commission) ha terminato la sua indagine ed il suo arbitrato nel 2002, stabilendo che la città di Badme debba appartenere all'Eritrea. Tuttavia il governo etiope non ha a tutt'oggi ritirato il suo esercito dalla città, per la quale si temono nuovi possibili conflitti.  La disputa si risolse il 5 giugno 2018, con l'annuncio dell'Etiopia di accettare l'accordo di Algeri per favorire una riconciliazione fra i due paesi, ritirando l'esercito da Badme e restituendo la città all'Eritrea.